# Philippe Thys

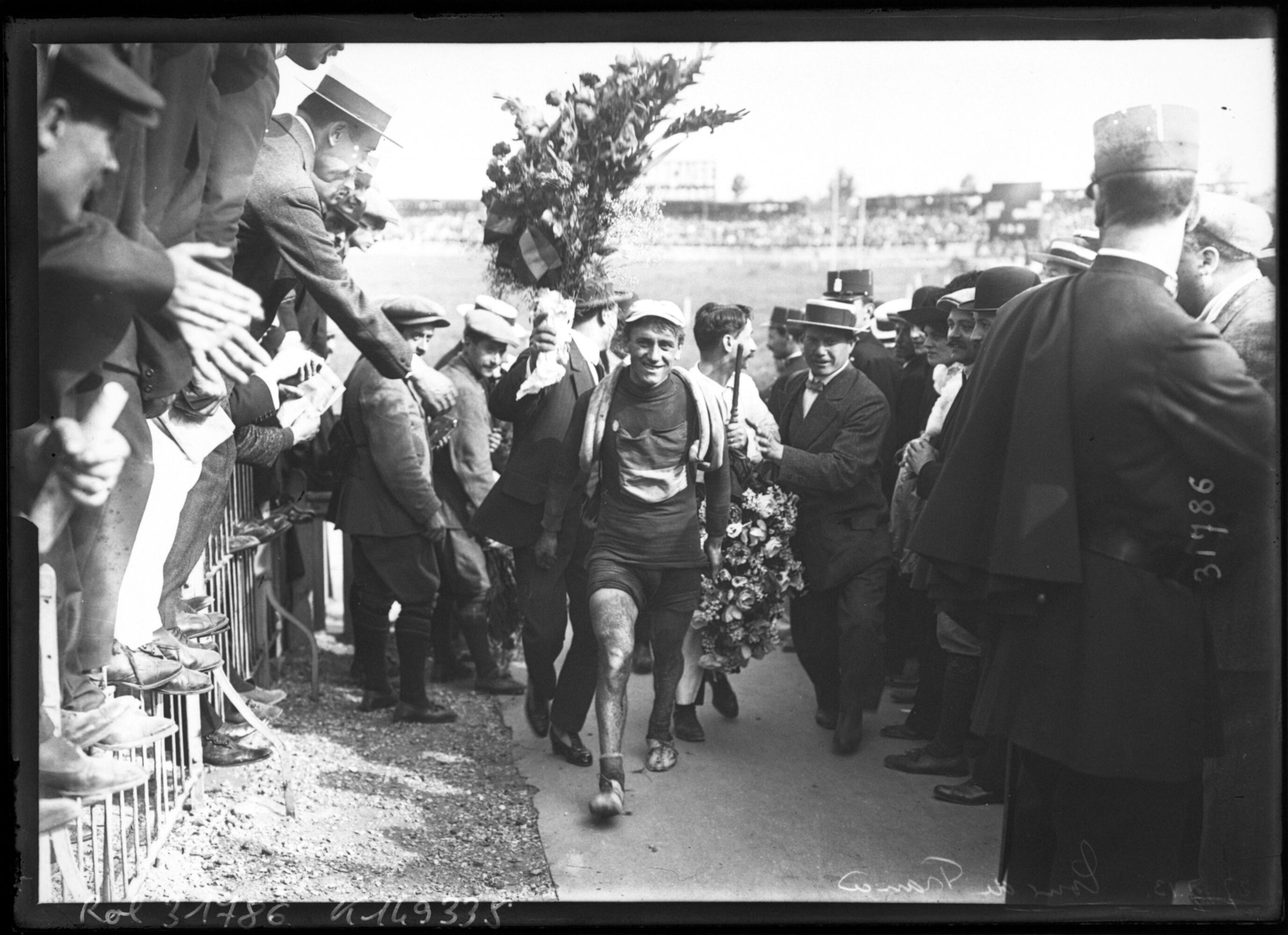
Thys efter segern i Tour de France 1913.

Philippe Thys, född den 8 oktober 1889 i Anderlecht, död den 16 januari 1971 på samma plats, var en belgisk tävlingscyklist som var professionell från 1912 till 1927. Hans främsta merit var de tre totalsegrarna i Tour de France 1913, 1914 och, när första världskriget var över, återigen 1920. Därtill vann han både Lombardiet runt och Paris–Tours 1917.

## Meriter

### Landsväg
| 1912 6:a totalt i Tour de France 6:a i Paris–Menin 1913 Vinnare totalt av Tour de France Vinnare av · "Bergspristävlingen" Vinnare av etapp 6 1914 Vinnare totalt av Tour de France Vinnare av etapp 1 Vinnare av Paris–Menin 3:a i Paris–Tours 1917 Vinnare av Lombardiet runt Vinnare av Paris–Tours 1918 Vinnare av Tours–Paris 1919 2:a i Paris–Roubaix 1920 Vinnare totalt av Tour de France Vinnare av etapperna 2, 9, 12 och 13 4:a i linjelopp vid Belgiska mästerskapen 4:a i Paris–Bryssel 1921 Vinnare av Critérium des As 3:a i Bordeaux–Paris 10:a i Milano–Sanremo | 1922 Vinnare av etapperna 4, 8, 9, 10 och 15 i Tour de France Vinnare av GP Sporting 2:a i linjelopp vid Belgiska mästerskapen 1923 Vinnare av GP Sporting 7:a i Critérium des As 8:a i Paris–Tours 1924 Vinnare av etapperna 3 och 9 i Tour de France 7:a i Paris–Roubaix 1927 9:a i Rund um Leipzig 1910 Belgisk mästare i cykelcross 1919 Vinnare av Bryssels sexdagars med Marcel Dupuy 1925 3:a i Bryssels sexdagars med Maurice Dewolf |